# Thorakale indløb
Det thorakale indløb er det øverste af de to huller der perforerer ind i det thorakale hulrum. Den må ikke forvirres med det thorakale afløb, som er hullet i bunden af hulrummet.

## Struktur
Det thorakale indløb er en knoglebaseret ring i toppen af brystkassen dannet af forsiden af den øverste kant af sternum samt den første brysthvirvel og dens ribben.

### Relationer
Nøglebenet artikulerer med sternum og er med til at danne den anteriore afgrænsings af indløbbet. Superiort findes begyndelsen af nakken, og inferiort den superiore grænse af mediastinum i brystkassen. Superolateralt for indløbbet forløber nervene der danner plexus brachialis.

## Indhold
Det thorakale fungerer som passage ind og ud af brystkassen for en række strukturerer, heriblandt:
- Trachea
- Spiserøret
- Ductus thoracicus
- Nerver
  - Nervus phrenicus
  - Nervus vagus
    - Nervus laryngeus recurrens

  - Truncus sympathicus
- Kar
  - Arterier
    - Arteria carotis communis dextra og sinistra
    - Arteria subclavia

  - Vener
    - Vena jugularis interna
    - Vena brachiocephalicus
    - Vena subclavia

Listen ovenover dækker de større strukturer, men inkluderer ikke mindre kar og usædvanlige strukturer, såsom en opsvulmet skjoldbruskkirtel.